# Выборы в Сенат США в Делавэре (1990)
Выборы в Сенат США в Делавэре 1990 года состоялись 6 ноября 1990 года. По итогу выборов действующий сенатор США от Демократической партии Джо Байден был переизбран на четвёртый срок, с большим отрывом победив свою соперницу от Республиканской партии М. Джейн Брэйди.

## Выборы

### Кандидаты
- Джо Байден, действующий сенатор от штата Делавэр (Демократическая партия).
- М. Джейн Брэйди, заместитель Генерального прокурора штата Делавэр (Республиканская партия).
- Ли Розенбаум (Либертарианская партия).

### Результаты
| Кандидат        | Партия                 | Избиратели | Избиратели |
| Кандидат        | Партия                 | Количество | %          |
| --------------- | ---------------------- | ---------- | ---------- |
| Джо Байден      | Демократическая партия | 112 918    | 62,68      |
| М. Джейн Брэйди | Республиканская партия | 64 554     | 35,83      |
| Ли Розенбаум    | Либертарианская партия | 2 680      | 1,49       |
| Всего           | Всего                  | 180 157    | 100        |

| Округ    | Джо Байден | Джо Байден | М. Джейн Брэйди | М. Джейн Брэйди |
| Округ    | #          | %          | #               | %               |
| -------- | ---------- | ---------- | --------------- | --------------- |
| Кент     | 14 537     | 59         | 10 103          | 41              |
| Нью-Касл | 77 105     | 65,2       | 41 149          | 34,8            |
| Сассекс  | 21 276     | 61,53      | 13 302          | 38,47           |
| Итоги    | 112 918    | 62,68      | 64 554          | 35,83           |